# IC 3200
IC 3200 је елиптична галаксија у сазвјежђу Береникина коса која се налази на листи објеката дубоког неба у Индекс каталогу.
Деклинација објекта је + 26° 45' 39" а ректасцензија 12h 21m 37,2s. Привидна величина (магнитуда) објекта IC 3200 износи 15,3 а фотографска магнитуда 16,3.